# Грошова система Російської імперії (1885—1896)
Грошова система Російської імперії (1885—1896 роки) складалася з основної валюти — паперового рубля, і допоміжної валюти — металевого золотого рубля; взаємний курс цих двох валют визначався ринком. Використання золотої валюти було дозволено тільки в зовнішньоторговельному обігу. Формально паперовий рубль іменувався кредитним квитком (тобто банкнотою, розмінюваною на дзвінку монету) і вважався срібним, а його курс до золота був фіксованим, тобто грошова система юридично була біметалічною. Насправді держава не розмінювала кредитний рубль ні на золото, ні на срібло, а повноцінні срібні монети вийшли з обігу. Паперовий рубль доповнювався допоміжною неповноцінною срібною монетою і мідною монетою. Система почала діяти в 1885 році, з моменту невеликої девальвації золотого рубля, і перестала діяти в 1897 році, після перетворення її в монометалічну золоту грошову систему.

## Передісторія грошової системи 1885 року

1 рубль 1841 року із зазначенням вмісту чистого срібла. З 1860 срібний рубль, як і вся повноцінна срібна монета, зник з обігу

З 1843 року в Росії діяла грошова система з повноцінними срібними та золотими (імперіали, червінці) монетами, а також із державними кредитними квитками, що вільно обмінювалися на обидва типи монет. Основною грошовою одиницею був рубль сріблом, який з 1762 року містив у собі 4 золотника 21 частку (17,995 г) чистого срібла, тобто ціна срібла становила 5,557 копійки за грам. Десятирубльовий золотий імперіал з 1763 року (у 1839—1869 роках він офіційно коштував 10 рублів 30 копійок) карбувався в 88-й золотникової пробі (приблизно 917-я метрична) містив у собі 2 золотника 78 часток (11,988 г) чистого золота, що становило 1,199 г золота в рублі і 83,403 копійки за грам золота. Номінал золотого імперіала був виражений у срібних рублях. Відношення золота до срібла по номінальному курсу монети було 1:15, а з урахуванням офіційного 3-процентного лажа — 1:15,45, що приблизно відповідало світовому ринковому співвідношенню цін двох металів (так, наприклад, у Франції було офіційно прийнято співвідношення 1:15,5).
Грошова система мала перехідний характер і поєднувала в собі ознаки срібного монометалізму і біметалізму. З одного боку, відношення вартості срібла і золота було зафіксовано законом, на обидва метали поширювалося право вільного карбування, скарбниця була зобов'язана приймати золоту монету в усі платежі. В обігу, а також у металевому запасі держави, срібні і золоті монети були представлені приблизно порівну — все це ознаки біметалізму. З іншого боку, закон визнавав золоту монету факультативною валютою, і в угодах між приватними особами вона використовувалася лише за згодою обох сторін. Крім того, номінал золотої монети був на 3% нижче курсу, за яким скарбниця видавала і приймала цю монету, що теоретично могло свідчити про зарезервоване державою право надалі змінювати цей курс. В очах населення монетний і банкнотний рубль сріблом був продовженням монетного срібного рубля, що був в обігу до 1843 року. Всі ці обставини дозволяли вважати російський грошовий обіг срібним монометалізмом.
У 1854 році банківська система Росії почала зазнавати труднощів: з початком міжнародних ускладнень, що передували Кримській війні, курс рубля до європейських валют впав, і населення почало активно розмінювати кредитні квитки на монету. Уряд у відповідь почав впроваджувати різні обмеження щодо сум та умов обміну, в основному щодо золотої монети. Зрештою, в 1858 році обмін кредитних білетів на золото і срібло був повністю припинений. Кредитні квитки перетворилися в паперові (фіатні, незабезпечені) гроші, відношення вартості срібла і золота до них тепер визначалося ринком. Метал у золотій і повноцінній срібній монеті тепер коштував дорожче їх номіналу, в зв'язку з чим ці види монет вийшли з внутрішнього грошового обігу — тепер населення розглядало їх як злитки дорогоцінних металів. Казна продовжувала використовувати імперіали для виплати купонного доходу за державними позиками, номінованого в золоті. З травня 1862 року по листопад 1863 року уряд в спробі відновити металевий грошовий обіг обмінював кредитні квитки на дзвінку монету, але після вичерпання розмінною фонду відмовився від своїх планів. Формально рубль як і раніше вважався кредитним (забезпеченим), фактично ж став паперовим (незабезпеченим).
У 1877 році держава зажадала сплачувати митні збори російської золотою монетою, після чого в загальних рисах сформувалася та система грошового обігу, яка буде, з невеликими модифікаціями, діяти до 1897 року. Ця система була двовалютною з плаваючим курсом (в тогочасній фінансовій практиці замість курсу часто враховувався лаж) валют між собою, з паперовим рублем як основної валюти та з золотим монетним рублем як спеціальної валюти для зовнішньої торгівлі. Срібний рубль, формально колишня основна грошова одиниця, фактично зник з обігу і використовувався тільки для облікових цілей.
Біметалічний грошовий обіг в Росії припинив існування через недостатність державних фінансів. Але відновити його неможливо було вже з іншої причини: з початку 1860-х років у світі зріс видобуток срібла, і завдяки новим технологіям, впала його собівартість. В результаті срібло, яке історично коштувало до золота як 1:15, з кінця 1860-х стало дешевшати. Перші два рази (в 1870-х і 1880-х) воно подешевшало стрибками, до 1:18 і 1:20, а з початку 1890-х років плавно пішло вниз і за 5—7 років ціна обвалилася до 1:30. Уже в першій половині 1870-х років країни, що мали біметалічний грошовий обіг, припинили вільний розмін на срібло і тим самим перейшли на золотий стандарт.
Паперово-грошовий обіг у другий період його існування в Росії (перший був пов'язаний з асигнаціями, другий охопив 1858—1896 роки) зустрічався і в інших розвинених країнах. У Франції незабезпечені металом паперові гроші ходили в 1848—1850 і в 1870—1878 роках, в Австрії — в 1848—1892 роках, в Італії в 1866—1881 роках; в 1892 році Італія не змогла утримати вільний розмін банкнот на золото і знову перейшла до паперово-грошового обігу. На деяких етапах паперово-грошового обігу в цих країнах існувала і паралельна золота валюта, приблизно на тих же підставах, що і в Росії. У США незабезпечені паперові долари (greenbacks) з'явилися в 1860 році, в 1879 році їх циркуляція була обмежена, а курс вирівняний з курсом золотого долара.
У 1885 році грошова система Росії була піддана модифікації. Вміст золота в імперіалі було знижено з 11,988 г до 11,614 г (на 3,1%), після чого співвідношення між сріблом і золотом збільшилося до 1:15,495. Це співвідношення було прийнято для встановлення номіналу монет в біметалічному обігу європейських держав (до цього моменту вже реформованого в багатьох країнах в золотий). Вміст золота в монеті було збільшено з 86,8% до 90% за вагою, вміст срібла в повноцінної срібній монеті було зменшено з 91,7% до 90%, що призвело монету до стандартів проби континентальної Європи. Це дозволило перечеканити російську монету на іноземну (і назад) без витрат на рафінування і легування металу, що призводило до збільшення привабливості монети для міжнародного торгового обігу.

## Будова грошової системи 1885 року

### Формально-юридична будова грошової системи

#### Гроші
Основною грошовою одиницею був срібний рубль, що випускався у вигляді державних кредитних квитків, золотої монети (імперіала) і повноцінної срібної монети. Рубль містив в собі 4 золотника 21 частку (17,995 г) чистого срібла, тобто ціна срібла становила 5,557 копійки за грам. Десятирубльовий золотий імперіал містив в собі 2 золотника 69,36 частки (11,614 г) чистого золота, що становило 1,1614 г золота в рублі і 86,103 копійки за грам золота. Хоча імперіал фізично був золотою монетою, його формальний номінал був виражений в срібних рублях. Відношення золота до срібла по номінальному курсу монети було 1:15,495.

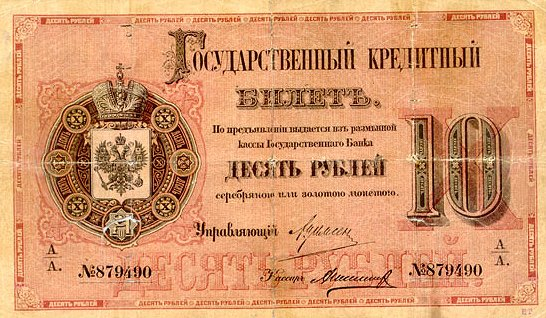
10 рублів, державний кредитний білет 1882 року. Напис на квитку гарантує його розмін на золоту і срібну монету, що не відповідало дійсності

Кредитні квитки теоретично випускалися номіналом в 1, 3, 5, 10, 25, 50, 100 рублів; у реальному обігу 50-рубльової купюри не було. Золота монета карбувалася номіналом в 10 рублів (імперіал) і в 5 рублів (напівімперіал). Золота монета містила по вазі 90% золота і 10% лігатурного металу (міді), тобто була в 1,111 рази важче свого золотого вмісту. Повноцінна (банківська) срібна монета карбувалася номіналом в 1 рубль, 50 і 25 копійок. Срібна монета містила по вазі 90% срібла і 10% лігатурного металу (міді), тобто була в 1,111 рази важче свого срібного змісту. Повноцінна срібна монета приймалася в усі платежі (без згоди другої сторони) на суму не більше 25 рублів за кожен платіж.
Казна мала зобов'язання карбувати золоту і повноцінну срібну монету з металу, принесеного приватними особами (так звана вільна чеканка монети). Золота монета карбувалася за заявками приватних осіб за 0,96% від номінальної ціни золота (136 рублів з пуда чистого золота), срібна монета — за 6,59% від номінальної ціни срібла (60 рублів з пуда чистого срібла); не включаючи сюди технічні витрати на очистку золота. Відношення золота до срібла за курсом карбування в монеті було 1:16,43.
Розмінна монета виготовлялася зі срібла (неповновагова монета) і міді. Розмінна срібна монета карбувалася номіналом в 20, 15, 10 і 5 копійок. Монета складалася по вазі з 50% срібла і 50% міді. Вміст чистого срібла в розмінній монеті був у два рази нижчий, ніж у повноваговій (банківської) монеті — 8,998 грам в рублі. Мідна монета карбувалася номіналом в 5, 3, 2 і 1 копійку, в півкопійки і в чверть копійки. Рубль у мідній монеті важив 327,61 г. Розмінна монета приймалася в усі платежі (без згоди другої сторони) на суму не більше трьох рублів у кожному платежі.
Держава не зобов'язувалося тримати для випущених кредитних квитків розмінний металевий фонд і не лімітувало їх випуск ніякими заздалегідь оголошеними правилами; кожна окрема емісія кредитних грошей затверджувалася особливим законодавчим актом, що підлягав опублікуванню. Випуск в обіг золотих грошей, завдяки існуванню інституту вільного карбування монети за позовами приватних осіб, не вимагав законодавчого затвердження.
Теоретична паритетна вартість золотого рубля в золотих світових валютах становила:
- 59,12 англійської пенні (при 240 пенсах в фунті),
- 4,00 франка,
- 3,24 німецької марки,
- 1,92 голландського гульдена,
- 3,81 австро-угорської крони (з 1892 року),
- 0,773 долара США.

Зворотне значення, тобто теоретична паритетна вартість золотих валют в золотих рублях, становила:
- 4 рубля 06 золотої копійки за фунт,
- 25 копійок за франк,
- 30,87 копійки за німецьку марку,
- 52,08 копійки за голландський гульден,
- 26,25 копійки за австро-угорську крону,
- 1 рубль 29,4 копійки за долар США[14].

У 1888—1889 роках кредитні білети вартістю 1, 3, 5, 10 і 25 рублів були обмінені на нові (зразка 1887 року). Цей технічний захід не мав монетарного значення.

#### Цінні папери з ознаками грошей
Крім рублів, у грошовому обороті брали участь ще два види цінних державних паперів, що мали деякі властивості грошей.

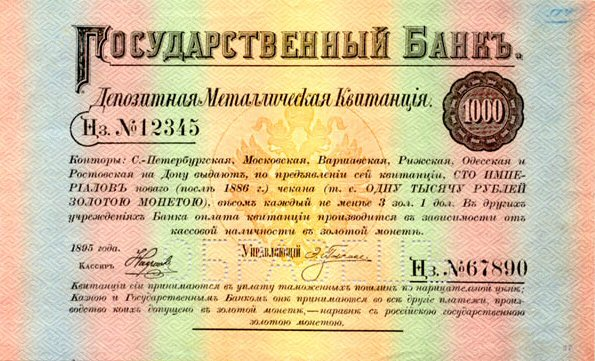
1000 рублів, депозитна металева квитанція 1895 року. Напис на квитанції сповіщає, що держава бере її в усі платежі

Депозитні металеві квитанції видавалися золотопромисловцям, що здали здобуте золото в державні золотоплавочні лабораторії, зазвичай розташовувалися безпосередньо в районах золотих копалень. Квитанції давали право на отримання відповідно зданої золотої суми в золотій монеті, в конторах Державного банку в Санкт-Петербурзі, Москві, Одесі, Ризі, Ростові і Варшаві. Квитанції випускалися номіналом в 5, 10, 25, 50, 100, 500 і 1000 рублів. Квитанції не мали терміну дії, з квітня 1895 року вони могли використовуватися в угодах між приватними особами (за згодою обох сторін) і приймалися державою за номіналом в усі платежі, що зробило їх сурогатом золотої монети обмеженого обігу.
Квитки Державного казначейства (так звані серії) представляли собою державні процентні папери, які приносили 4,32% (з 1887 року — 3,79%, з 1894 року — 3%) річних. Квитки випускалися окремими серіями, на термін в 8, 6 і 4 роки; після закінчення терміну випуску квитки підлягали на розсуд скарбниці або викупу, або заміні на наступні випуски на аналогічних умовах. Відсотки по 8- і 6-річних квитках виплачувалися щорічно, по відрізних купонів, по 4-річним — одночасно з викупом квитка. Квитки випускалися номіналом в 50 і 100 рублів. Квитки видавалися державою (за бажанням одержувача) за номіналом в усі платежі і приймалися (починаючи з 1894 року) державою в усі платежі, за номіналом і з урахуванням накопиченого відсотка. Квитки могли використовуватися в угодах між приватними особами (за згодою обох сторін). У 1896 році в обігу перебувало квитків на 216 млн рублів.
Монетний обіг регулювався Статутом монетним, а обіг банкнот і державних цінних паперів — Статутом кредитним.

### Фактична будова грошової системи
Фактична будова грошової системи визначалася тією обставиною, що з 1858 року скарбниця відмовилася від вільного розміну кредитних квитків на срібло і золото. Після цього кредитні квитки і розмінні монети перетворилися в паперову валюту, якою обмінюються на золото і срібло за ринковим курсом, але не забезпечену дорогоцінними металами. На кредитних квитках залишився напис про те, що вони підлягають вільному розміну на золоту і срібну монету (цей напис зберігалася навіть на квитках зразка 1887 року); але цю обіцянку фактично не виконувалося державою.
Вартість золотого (вираженого в золотій монеті) рубля, жорстко пов'язана з ціною золота, піднялася щодо кредитного (вираженого в неповноцінних кредитних квитках і розмінної монети) рубля вище номіналу, тобто золота і кредитна валюти стали незалежними. Імперіал, формально мав номінал в срібних рублях, тепер по факту був номінований в грошовій одиниці, яка не передбачена діючим законодавством — в золотих рублях. Рубль у кредитних квитках став, також поза термінології законів того часу, називатися кредитною рублем.
Ринкова вартість повноцінної срібної монети, пов'язана зі ставленням ринкових цін на золото і срібло, виявилася пов'язаної з ціною золотого рубля. З 1860 по 1893 рік ринкова цінність срібла в полновесной срібній монеті була вище її номіналу. Це призвело до того, що повноцінна срібна монета, скуповують торговцями сріблом, зникла з обігу. У розмінною срібній монеті при цьому вартість срібла була нижче номіналу, тому така монета залишилася в обороті. Рубль у монеті повної ваги, перетворившись практично в умовну розрахункову величину (рахункову грошову одиницю), продовжував називатися срібним рублем. Ще в 1876 році уряд за непотрібністю припинив карбування з приватного срібла, а в 1881-му — відкрив її знову, купуючи срібло вже за біржовою ціною (тобто пріносітель срібла повинен був купити метал за суму більшу, ніж номінал видається йому монети); обсяг карбування був невеликий, а вся монета йшла в Китай, зберігав срібне грошовий обіг, де використовувалася при зовнішньоторговельних розрахунках срібним злитом.
Норма про вміст золота в золотому рублі, описана в Монетному статуті, зберегла силу; норма про вміст срібла в кредитному рублі не відповідала дійсності, так як рубль не розмінювався на срібло за жорстким курсом; норма про вміст срібла в монеті повної ваги втратила фактичне значення, так як ця монета вийшла з обігу. Країна практично перейшла на Двовалютна звернення (кредитний рубль і золотий рубль), з вільним ринковим курсом валют одна до одної, з третьої теоретичної розрахункової одиницею — срібним рублем.
Держава, вважаючи за необхідне боротися зі спекуляцією на курсі кредитного рубля (щодо золотого рубля), забороняло використовувати золотий рубль у внутрішніх розрахунках, номінувати угоди (крім зовнішньоторговельних) в золотом рублі або металевому золоті, відкривати в банках золоті рахунки (крім як для зовнішньоторговельних потреб), здійснювати біржові угоди з золотом (крім простих поставних угод). У той же час держава використовувала імперіали для виплати відсотків по державних позиках, номінованим в золоті. Держава з 1877 року також вимагало від імпортерів сплачувати митні збори (тільки ввізні, так як вивізних мит в Росії не було) золотими рублями за номіналом. Цей комплекс обмежень привів до схеми циркуляції золотого рубля між скарбницею, власниками золотих державних цінних паперів, імпортерами та знову скарбницею. Емісія золотого рубля здійснювалася частково як приватна золотопромисловець (здається золото оплачувалося тільки золотою монетою), після чого золота монета переходила до імпортерам. Оскільки виплати по золотим позиками зазвичай становили більшу суму, ніж зібрані мита, держава продовжувала купувати на ринку золото за кредитні квитки і карбувати необхідні для розрахунків за позиками імперіали. У той же час золоті гроші під впливом описаних вище обмежень вийшли з ужитку у внутрішньому обороті і були практично невідомі населенню.
Ринкова вартість кредитного рубля щодо золота визначалася на Санкт-Петербурзькій біржі за допомогою встановлення курсу на чеки і тримісячні векселі в ходових золотих валютах (фунт, німецька марка, французький франк), видані російським банками на Лондон, Берлін і Париж. Векселі і чеки купувалися імпортерами для розрахунку з закордонними контрагентами. Оскільки до 1880-х років всі ці валюти були жорстко прив'язані до золота (і, отже, жорстко пов'язані між собою), даний курс автоматично визначав вартість золотого рубля і золота в злитках щодо кредитного рубля. Курс Санкт-Петербурзької біржі фактично слідував зворотним курсам (тобто курсам рублевих чеків і векселів на Санкт-Петербург) на європейських біржах.
Золотий рубль також мав коливається ринкову вартість, відрізняються від теоретичної паритетній; коливання визначалися величиною поточного попиту і пропозиції на валюту. Коливання були жорстко обмежені золотими точками експорту та імпорту — величиною витрат на перевезення, страхування в шляхи і перекарбовування однієї валюти в іншу. Коли ринковий курс доходив до золотої точки, учасникам ринку ставало вигідніше не купувати векселі на валюту, а фізично перемістити і перекарбувати золоті рублі. Відхилення золотої точки від паритету починалося від 0,9% (операції на Берлін) і доходило до 4,1% (операції на Нью-Йорк).
Держава продовжувала дотримуватися своє зобов'язання карбувати монету з металу, принесеного приватними особами. Карбування монети з приватного золота дійсно відбувалася — велика частина видобутого в Росії золота перекарбовують в монету; а карбування повноцінної срібної монети була невигідна для власників срібла і фактично припинилася.
Кредитний рубль на міжнародному ринку поводився як волатільна валюта, його курс легко розгойдувався при впливі на ринок спекулянтів. У кінці 1880-х нормальними вважалися річні відхилення в 25% різниці між максимумом і мінімумом курсу. Курс рубля міг утримуватися від коливань, тільки якщо уряд справляв у необхідних випадках ринкові інтервенції. У цьому крилася інша небезпека: уряд не вмів боротися з використанням службової інформації для отримання особистої вигоди (інсайдом). У 1892 році голова Комітету фінансів О. А. Абаза був викритий в тому, що грав на позикові гроші на курс рубля, використовуючи секретну службову інформацію. Разом із тим, ще з кінця 1870-х виявився аттрактор курсу рубля — 66 копійок золотом за кредитний рубль; більше 10 років середньорічні значення курсу майже не відхилялися від цієї величини.

### Підготовка і введення золотого грошового обігу
До початку 1880-х років уряд почав готуватися до поступового переходу на золоте грошовий обіг. Активну і цілком успішну політику в цьому напрямку проводили міністри фінансів Микола Бунге (1881—1886) і Іван Вишнеградський (1887—1892), а завершена ця робота була при Сергію Вітте (1892—1903).
З 1884 року почалося поступове накопичення скарбницею золотого фонду; фонд умовно називався розмінним, але не використовувався для гарантування банкнот або для їх розміну і, отже, не впливав на поточний грошовий обіг. З 1888 року було прийнято за правило, що при випуску чергових серій кредитних квитків рівна їм сума в золоті депонувалася в Державному банку. Банкноти, не забезпечені золотом в розмінною фонді, іменувалися тимчасово-випущеними; держава поступово виводило їх з обігу. Сальдо розрахункового балансу за весь час дії монетної системи 1885 року був для Росії негативним — золото мало тенденцію йти з країни. Відповідно, підвищення золотого запасу, яким мала у своєму розпорядженні скарбниця, не могло відбуватися інакше як при зростанні зовнішньої заборгованості Росії — держава безперервно займало все нові і нові засоби на зовнішньому ринку. Ні активний торговельний баланс (за 1882—1897 роки експорт продукції перевищив імпорт на 2635 млн руб.), ні збільшення видобутку золота (в першій половині 1890-х років середньорічна видобуток золота досягла 42 202,7 кг, що склало 17,2% світового видобутку ) не змінювало цієї картини .
З літа 1890 року уряд перейшов до політики підтримки курсу кредитного рубля на рівні 3:2, тобто 150 кредитних копійок за золотий рубль. Курс підтримувався шляхом покупки золота на ринку (кредитний рубль в той період демонстрував тенденцію до підвищення). З 1893 року уряд перейшло до непрямих заходів по боротьбі з коливаннями курсу кредитного рубля. Були заборонені форвардні і безпоставкових (на курсову різницю) угоди на золотий рубль на російських біржах. Міністерство фінансів проводило індивідуальні переговори з банками та великими біржовими гравцями, використовуючи адміністративний ресурс для неофіційного заборони участі в угодах на курс кредитного рубля. Зусилля уряду були успішними, і до кінця 1893 року кредитний рубль став показувати низьку волатильність (коливання не більше 3% від цільового курсу — 3:2).
Влітку 1893 вартість срібла щодо золота впала нижче його (срібла) від номінальної вартості в полновесной срібній монеті (це було викликано технологічними причинами — здешевленням і збільшенням світового видобутку)), тобто банківська срібна монета стала неполновесной і перестала відрізнятися від розмінною. Уряд не міг підтримувати стала вигідною вільну чеканку срібних монет з принесеного приватними особами срібла і 16 червня 1893 року відкликало це своє зобов'язання. Разом з тим, тепер срібна монета перестала випадати з обігу, і скарбниця змогла почати її чеканку з власного срібла. З огляду на, що срібло тепер коштувало дешевше монети, скарбниця стала отримувати при цій операції монетний дохід. Виготовлення фальшивої срібної монети, раніше безглузде, тепер стало можливим, і уряд заборонив ввезення в країну іноземної срібної монети (за винятком зберегли срібний стандарт азіатських країн, з якими неможливо було б торгувати при такому заборону).
До 1895 року курс кредитного рубля настільки стабілізувався відносно 3:2, що в травні уряд дозволив укладати угоди і виробляти розрахунок на золоту монету за поточним біржовим курсом. Це повинно було показати ринку, що спекуляція на золотом рублі більш неможлива, так як уряд володіє достатньою фінансовою силою, щоб утримувати його курс.
З 1895 року уряд стало тимчасово приймати різні податки і збори в золотій монеті, вважаючи імперіал (10 рублів) за 14 рублів 80 копійок в кредитних квитках (на 20 копійок менше ідеального для уряду ринкового курсу); види податків, для яких це було можливо, і дозволені періоди встановлювалися індивідуально для кожного випадку. З початку 1896 року курс був піднятий до 15 рублів, що значно полегшило усні розрахунки. У серпні 1896 року Найвищим указом було оголошено, що курс в 15 кредитних рублів за імперіал буде використовуватися як мінімум до грудня 1897 року і далі того, проти цього не буде особливого розпорядження про його скасування.
З квітня 1895 скарбниця почала брати до все платежі металеві депозитні квитанції, одержувані золотопромисловець по здачі золота в державні золотосплавочние лабораторії, а також будь-якими особами при здачі в скарбницю іноземної золотої монети.
У 1896 році казна, до великого незадоволення публіки, стала примусово насичувати грошовий обіг золотою монетою. Купюри в 1, 3 і 5 рублів вилучалися з обігу, а натомість скарбниця стала виробляти значну частину платежів імперіали і полуімперіали. До цього моменту 90% населення (за оцінкою економіста С. Ф. Шарапова) ніколи не бачило золотої монети, і те, що номінал цих монет (10 і 5 рублів) не відповідав їх реальною ціною (15 і 7,5 рубля), приводило до численних непорозумінь.
Таким чином, у 1895—1896 роках грошова система практично перетворилася в монометалічні золоту. Курс кредитного рубля до золотого виявився де-факто фіксованим, скарбниця (шляхом прийняття золотого рубля в платежі за фіксованою ціною) гарантувала, що він не підніметься вище. Єдина відмінність з повноцінним золотим грошовим обігом полягало в тому, що скарбниця не гарантувала, що буде підтримувати цей курс постійно. Крім того, замість зобов'язання нелімітованої розмінювати кредитні квитки на золото скарбниця де-факто гарантувала, що вона буде підтримувати стабільний біржовий курс, що дозволяє кожному виконати цю операцію на вільному ринку. Що перебувають в обігу імперіали і полуімперіали отримали фактичний номінал в 15 і 7,5 рублів, хоча на них було позначено гідність в 10 і 5 рублів.

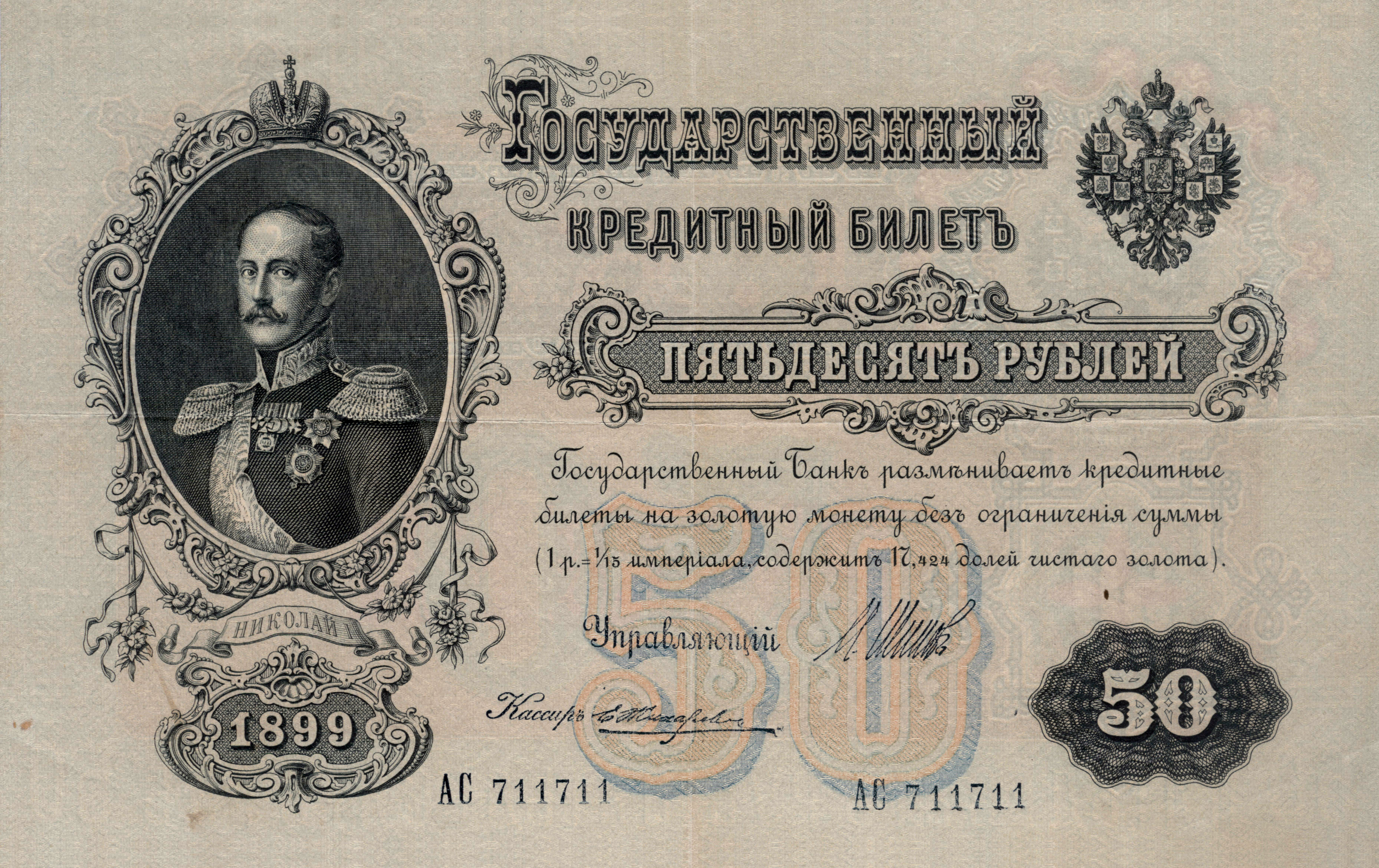
Державний кредитний квиток 1899 року в 50 рублів з написом «Державний банк розмінює кредитні квитки на золоту монету без обмеження суми (1 руб.=1/15 імперіала, містить 17,424 частки чистого золота)», яка відповідала дійсності до 27 липня 1914 року

Нарешті, після року успішної дії «майже золотої» грошової системи, з 3 січня 1897 року уряд перейшов на повноцінний золотий грошовий обіг. Десятирубльовий імперіал отримав, при збереженні колишньої ваги в золоті, новий номінал в 15 рублів (тобто золотий рубль був формально девальвований до поточного курсу кредитного рубля); був оголошений вільний розмін кредитного рубля на золоту монету і назад; зобов'язання про обмін кредитного рубля на срібло і назад було ліквідовано; вільне карбування золотої монети зберігалася, вільне карбування срібної монети (скасований в 1893 році) більше не поновлювалася і остаточно перейшла в руки держави, вся срібна монета (з 1893 року неполновесная) залишилася в зверненні. Колишні нерозмінні кредитні квитки (формально номіновані в срібних рублях) перетворилися в кредитні квитки, номіновані в золоті рублях і забезпечені золотим розмінним фондом. Вартість старого кредитного рубля в золоті при перетворенні його в золотий не змінилася; не змінилися, отже, і внутрішні ціни .

На цьому тимчасово закінчилася історія російських паперових грошей, яка продовжилася через 16 років, коли перед самим початком Першої світової війни (законом від 27 липня 1914 року) уряд був змушений закрити розмін кредитних білетів на золото і знову перетворити їх у паперові гроші.

Міністри фінансів Російської імперії епохи грошового стандарту 1885—1896 років
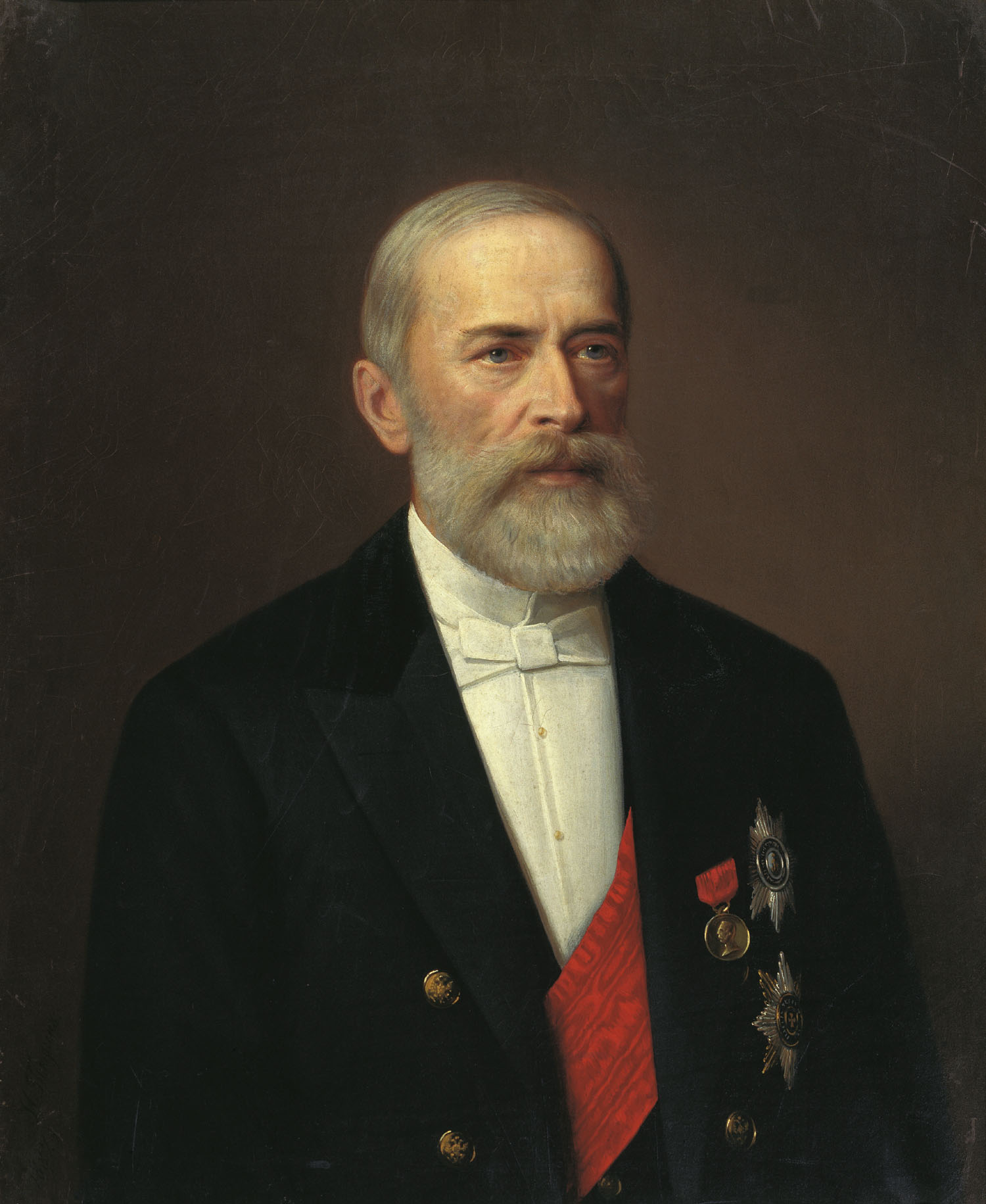
Микола Бунге (1881—1886)
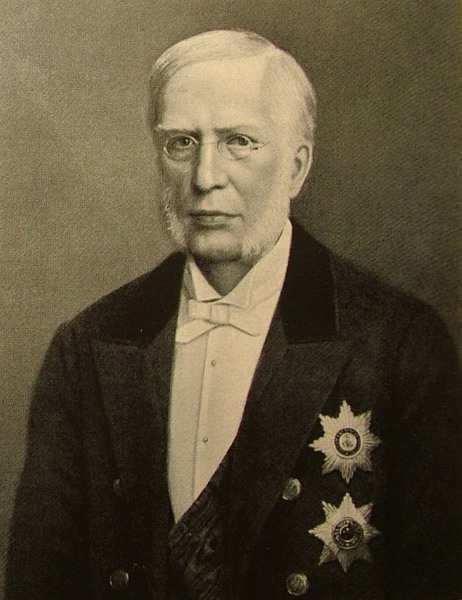
Іван Вишнеградський (1887—1892)
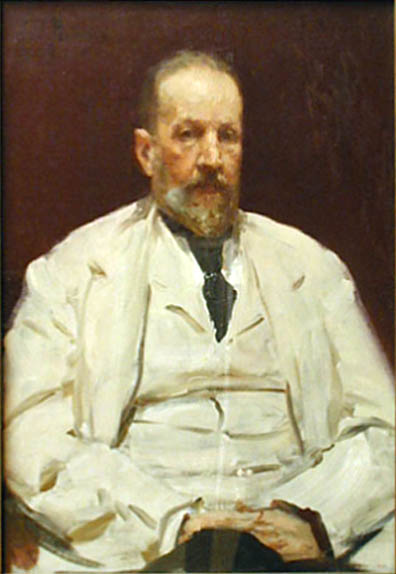
Сергій Вітте (1892—1903)

## Основні параметри грошового обігу в 1885—1896 роках
| Роки                                                                              | 1885  | 1886  | 1887  | 1888  | 1889  | 1890  | 1891  | 1892  | 1893  | 1894  | 1895  | 1896  |
| --------------------------------------------------------------------------------- | ----- | ----- | ----- | ----- | ----- | ----- | ----- | ----- | ----- | ----- | ----- | ----- |
| Среднегодовой курс 3-мес. векселей на Лондон, фунтов за кред. рубль               | 0,101 | 0,098 | 0,089 | 0,093 | 0,127 | 0,117 | 0,110 | 0,100 | 0,105 | 0,108 | 0,108 | 0,106 |
| Среднегодовой курс золотого рубля, кред. копеек за рубль, на СПб бирже            | 157,8 | 169,8 | 179,6 | 168,2 | 151,8 | 137,8 | 149,8 | 161,4 | 153,2 | 149,2 | 148,2 | 150,0 |
| Среднегодовой курс серебряного рубля, кред. копеек за рубль, по цене мет. серебра | 125,9 | 126,7 | 131,6 | 118,6 | 106,6 | 108,2 | 111,1 | 105,4 | 89,5  | 71,0  | 72,6  | 73,3  |
| Среднегодовое отношение серебра к золоту, на лондонском валютном рынке            | 19,41 | 20,78 | 21,13 | 21,99 | 22,10 | 19,76 | 20,92 | 23,72 | 26,49 | 32,56 | 31,60 | 31,66 |
| Кредитных билетов в обращении, годовой максимум, млн руб.                         | 917   | 946   | 986   | 1032  | 973   | 978   | 1072  | 1139  | 1112  | 1072  | 1103  | 1083  |
| Разменный фонд казначейства, млн рублей зол.                                      | 171,4 | 171,4 | 171,4 | 211,4 | 211,4 | 211,4 | 211,5 | 286,5 | 361,5 | 361,5 | 450,0 | 500,0 |
| Золотой запас (полностью), млн рублей зол.                                        | 273,1 | 311,1 | 281,5 | 273,7 | 297,1 | 372,3 | 483,8 | 495,2 | 581,5 | 598,6 | 645,7 | 659,6 |
| Чеканка золотой монеты, млн рублей зол.                                           | 26,8  | 29,1  | 26,0  | 26,5  | 24,4  | 28,1  | 2,7   | 0,7   | 3,0   | 3,0   | 50,0  | 0,0   |
| Чеканка серебряной полноценной монеты, млн рублей сер.                            | 1,3   | 1,7   | 2,0   | 1,5   | 1,5   | 2,0   | 3,5   | 3,8   | 3,2   | 0,4   | 4,8   | 26,0  |
| Государственный долг, на конец года, млн кред. рублей                             | 5411  | 5662  | 5743  | 5324  | 5433  | 5385  | 5657  | 5819  | 5834  | 6552  | 6506  | 6735  |

## Оцінки грошової системи 1885 року
Проект введення золотого грошового обігу з середини 1890-х років став об'єктом жвавого обговорення в економічному співтоваристві, в спеціальній літературі, періодичній пресі та навіть в популярній пресі. Оскільки таке обговорення не могло обійтися без порівняння проектованої грошової системи з наявною, грошова система 1885 року на заході свого існування також виявилася в фокусі уваги громадськості і економічної науки. Особливістю дискусії було те, що до моменту її початку історичні альтернативи золотого стандарту — срібний стандарт і біметалізм — вже показали свою неспроможність; вибір був тільки між золотим і паперовим рублем. Таким чином, суперечка йшов про те, чи залишати грошовий обіг в поточному стані або переходити на золотий монометалізм.
Першою обговорюваною темою була економічна корисність фіксованого курсу рубля по відношенню до золота і золотим іноземних валют. Прихильники золотого рубля вважали, що фіксований курс зменшує ризики учасників зовнішньої торгівлі. Вважалося, що золотий рубль зробить торгівлю з Росією більш привабливою для країн із золотою валютою: хоча самі зовнішньоторговельні операції велися в золотих рублях, внутрішні ціни (а за ними попит на імпортовані товари і пропозиція товарів, що експортуються) коливалися разом з курсом кредитних квитків. Таким чином, стабілізація повинна була привести до збільшення участі Росії в міжнародній торгівлі. Прихильники паперового рубля вважали, що його коливається курс не є незручністю для тих учасників ринку, які мають навички роботи з цим ризиком — а цими учасниками є якраз російські торговці і банки. Крім того, що коливається курс рубля стабілізував прибуток сільгоспвиробників — в роки низького урожаю експорт падав, курс кредитних квитків падав слідом за ним, і виробники, експортуючи менше зерна в товарному вираженні, отримували більший прибуток у кредитних квитках за одиницю зерна. З точки зору прихильників паперового рубля, плаваючий курс національної валюти давав уряду в руки інструменти фінансового регулювання — інтервенції на валютному ринку, в той час як золоте звернення при сформованому торговому балансі не полишало уряду іншого виходу, крім як робити нові зовнішні позики для підтримки золотого запасу.
Другий обговорюваною темою була доцільність витрат, пов'язаних з підтриманням золотого звернення. Обсяг витрат, необхідний для створення і підтримки разменного золотого фонду, легко піддавався обліку та прогнозування. Вигоди ж від золотого звернення носили непрямий характер, і їх точна грошова оцінка була неможливою. Прихильники золотого рубля вважали, що стабільність внутрішніх цін, гарантія від дефіцитності бюджету, фіксований курс рубля щодо світових валют і зняття ризиків коливання валютних курсів перекривають витрати підтримки золотого стандарту. Прихильники паперових грошей вважали, що необхідність безперервного отримання закордонних кредитів для підтримки розмінною фонду якраз і створює зайві ризики; а кошти, омертвлённие у вигляді золотого запасу, принесли б економіці велику користь, перетворившись в інвестиції. Висловлювалася думка, що паперові гроші — незручні, але дешеві — краще підходять для бідних економік (в тому числі і для російської); Росії не слід сліпо слідувати за країнами, що перевершують її по розвитку.
Найбільш активними прихильниками паперового рубля були економіст С. Ф. Шарапов і публіцист Г. В. Бутмі.
На дискусію вплинула і ситуація в інших країнах. До 1895 року незабезпечені паперові гроші існували тільки в Аргентині, Бразилії, Перу, Португалії, Греції, Іспанії та Італії; причому в Португалії і Італії недавній перехід до паперових грошей стався внаслідок падіння золотого грошового обігу. Всі країни — лідери промислового розвитку і основні торговельні партнери Росії мали або золоте грошовий обіг, або кульгає биметаллизм (біметалізм з фактичним обмеженням розміну і звернення срібла).
Точка в суперечці була поставлена вольовим рішенням міністра фінансів С. Ю. Вітте, який відмовився брати до уваги аргументи прихильників паперового рубля і завершив в 1897 році давно підготовлювану грошову реформу. Але і в період 1897—1914 років ідея паперового рубля продовжувала зберігати певну популярність в економічному співтоваристві; критика надмірну дорожнечу золотого звернення для Росії так ніколи і не припинялася.
Основна маса оцінок грошової системи Росії в сучасній російській літературі слід апологетичних (по відношенню до золотого обігу) тону і аргументам дореволюційних офіційних джерел. В рамках такого підходу золоте грошовий обіг розглядається як вчинене, а паперове — як перехідна стадія від срібного до золотого, тривала через фінансову слабкість держави. Є і окремі дослідники, які вважають, що Росія, яка прямувала траєкторії наздоганяючого розвитку, марно відмовилася від більш підходящих її економічного укладу паперових грошей.
Велика світова економічна література, присвячена історичному аналізу грошових систем, схиляється до оцінки золотого грошового обігу як вигідного для країн «ядра» (Великої Британії, Німеччини, Франції та США), а паперового — вигідного для країн периферії. На думку Йозефа Шумпетера, паперовий грошовий обіг було економічно адекватним для Росії; відмовившись від нього, Росія загальмувала свій ріст і створила складності для самої себе; це рішення, яке не породжене реальними економічними потребами країни, уявлялося Шумпетеру деякою мірою загадковим.